# Neopathetisches Cabaret
Das Neopathetische Cabaret war eine Veranstaltungsreihe mit Lesungen und Vorträgen junger Dichter im wilhelminischen Berlin am Vorabend des Ersten Weltkrieges. Die Veranstaltungen fanden im Neuen Club statt. Der Neo Pathos war die Programmschrift dafür von Erwin Loewenson.

## Geschichte
Der Neo Pathos rührt her aus dem Neopathetischen Cabaret, das wiederum ursprünglich eine Veranstaltung des Neuen Clubs gewesen ist, den Kurt Hiller 1909 nahe dem Hackeschen Markt in Berlin gegründet hatte. Der Neue Club bedeutete den Beginn des Expressionismus, in dem sich zum ersten Mal späterhin so berühmt gewordene Dichter wie Georg Heym, Ernst Blass und Jakob van Hoddis zu Wort meldeten.
Mit dem Neopathetischen Cabaret währte es aber nicht lange. Als im Jahre 1910 bereits Vortragsabende unter dem Namen Neopathetisches Cabaret veranstaltet wurden, kam es zu heftigen Auseinandersetzungen, die von einem antihillerschen Pamphlet Jakob van Hoddis ausgingen und nach unversöhnlichen Gefechten schließlich zum Bruch führten. So organisierten sich die beiden Seiten neu. Hiller, dem sich unter anderem Ernst Blass anschloss, gründete als eine Art Konkurrenz zum Neopathetischen Cabaret das Kabarett GNU. Der Rest, namentlich van Hoddis, Heym, Loewenson sowie Simon Guttmann blieben Neopathetiker, bis das Neopathetische Cabaret kurz nach dem Tode Georg Heyms, im Jahre 1912, unterging.
Die Idee wurde zwar aufrechterhalten, wie in Briefen überliefert ist, Veranstaltungen gab es aber nicht mehr. Was Neo Pathos sein sollte, was ihn ausmachte, ist schwer zu bestimmen. Jedenfalls sollte "das Blut der Adern bis in den Geist fließen": das Leben hochschätzen, heißt es bei Loewenson. Man hatte seinen Nietzsche gelesen und seinen Freud. Der Mensch war gespalten. Kein Kleister gab es, der da hilft. Allein die Ästhetik. Problematik und Form nannte Thomas Mann dies Gefühl der inneren Bewegtheit. So mag auch der Neo Pathos aus einem Gefühl aufgestanden sein, sich durch Kunst zu steigern. Bis zum Pathos. Pathos – eine höhere Einheit von Voluntas und Intellekt heißt es bei Loewenson.

## Mitglieder und Teilnehmer

### Mitglieder (des Neuen Clubs)
Sortiert nach erstmaliger Nennung auf den Programmzetteln des Kabaretts.
Aufgrund der Spaltung durch das Kabarett GNU und weitere Faktoren, ist die Liste nicht auf jedes Jahr bzw. Abend zutreffend und anwendbar. Nach Heyms Tod distanzierten sich weitere Mitglieder vom Kabarett.
- Erwin Loewenson
- Jakob van Hoddis
- Kurt Hiller
- Arnim Wassermann
- Heinrich Eduard Jacob
- Georg Heym
- John Wolfsohn
- Ernst Blass
- Ludwig Hardt
- Erich Unger
- Robert Jentzsch
- Ernst Moritz Engert
- Salomo Friedlaender
- Wilhelm Simon Guttmann
- Friedrich Koffka

### Weitere Mitglieder
- David Baumgardt
- Friedrich Schulze-Maizier
- Ernst Balcke (teilweise)

### Gäste und Teilnehmer
- Erna Berju (Gesang)
- Tilla Durieux
- Else Lasker-Schüler (zweimal zu Gast)
- Peter Baum (zweimal zu Gast)
- Herwarth Walden (zweimal zu Gast)
- Anselm Ruest
- Erich Krakauer (Klavier)
- Ferdinand Harderkopf (zweimal zu Gast)
- Marie Zweig (Klavier)
- John Höxter
- Martin Buber
- Eduard Steuermann (Klavier)